# Chi Cá chiên
Chi Cá chiên (danh pháp khoa học: Bagarius) là một chi cá da trơn thuộc họ Sisoridae. Nó bao gồm 4 loài còn tồn tại ngày nay là B. bagarius, B. rutilus, B. suchus, B. yarelli cùng 1 loài đã tuyệt chủng là B. gigas.

## Phân bổ
Các loài trong chi Bagarius sinh sống tại khu vực nam và đông nam châu Á. Có thể tìm thấy chúng từ lưu vực sông Ấn ở Pakistan và Ấn Độ, kéo dài về phía đông tới lưu vực sông Hồng ở Việt Nam và về phía nam bán đảo Mã Lai và Indonesia. B. bagarius có mặt trong lưu vực các sông Hằng, Chao Phraya và Mê Kông, cũng như tại bán đảo Mã Lai và sông Salween cùng các sông Mae Klong, Brahmaputra và Ayeyarwady. B. suchus có mặt trong lưu vực sông Mê Kông và Chao Phraya. B. rutilus sinh sống tại lưu vực sông Hồng và sông Mã ở miền bắc Việt Nam. B. yarelli phân bổ rộng khắp tại nam và đông nam châu Á.

## Hóa thạch
B. gigas được thông báo là có từ thế Eocen, tuy nhiên niên đại này đang bị nghi vấn.
Hóa thạch cổ nhất đã biết của họ Sisoridae là B. bagarius, tìm thấy tại Sumatra và Ấn Độ, có từ thế Pliocen.

## Miêu tả
Các loài trong chi Bagarius có đầu rộng, bẹp vừa phải hoặc bẹp nhiều (dẹt bằng). Thân dẹt bên. Miệng rộng. Các lỗ mang rộng. Vây lưng và vây ức có các gai (ngạnh) khỏe. Ngạnh của vây lưng nhẵn, còn ngạnh của các vây ức thì phía trước nhẵn, phía sau khía răng cưa nhỏ. Các thùy của vây lưng, ức và đuôi đôi khi kéo dài hình sợi. Đầu và thân gần như toàn bộ được bao phủ bằng lớp da dày keratin hóa. Các loài trong chi Bagarius thiếu bộ phận kết dính ở ngực và các cặp vây bị kéo giãn ra.
Các loài trong chi Bagarius có cùng một kiểu màu chung bề ngoài, bao gồm 3 dải hay vết sẫm màu trên cơ thể. Các đốm bất thường cũng có thể có trên thân. Các đốm trên vây thay đổi tùy theo loài, từ không đốm, tới có đốm hay có vạch kẻ dọc. Ngoài ra, ở một vài quần thể B. yarelli có thể có kiểu đốm màu loang lổ như của chó Dalmatia, làm mờ đi kiểu chính là vạch kẻ dọc.
Ở B. bagarius, gốc vây hông thông thường ở phía trước của đường thẳng đứng đi qua gốc của tia vây lưng cuối cùng, trong khi ở B. yarelli thì gốc vây hông lại ở đằng sau của đường thẳng này. Ngoài ra, ở phần lớn quần thể B. bagarius thì vây béo bắt nguồn xa về phía sau, trên vây hậu môn, trên đường thẳng đứng đi qua gốc của tia 3 hay tia 4 của vây hậu môn. Còn ở B. yarelli thì vây béo khởi đầu ở gần hay phía trước đường thẳng đứng đi qua gốc của vây hậu môn. Ở B. suchus thì vây béo khởi đầu còn xa hơn về phía sau so với B. bagarius và B. yarelli. B. suchus có đầu và thân dẹt hơn so với B. bagarius và B. yarelli.
B. bagarius không vượt quá kích thước 20 cm (7,9 inch). B. rutilus có thể dài tới 100,0 cm (39,4 inch). B. suchus dài tới 70,0 cm (27,6 inch). B. yarelli có thể dài tới 200 cm (78,7 inch).

## Các loài
- Bagarius bagarius (Hamilton, 1822) (đồng nghĩa: B. buchanani, Pimelodus bagarius): Cá chiên lùn, cá chiên
- Bagarius gigas † Gunther, 1876
- Bagarius rutilus Ng & Kottelat, 2000 Cá ghé
- Bagarius suchus Roberts, 1983: Cá chiên mập
- Bagarius yarrelli (Sykes, 1839): Cá chiên sông

## Sinh thái
B. bagarius sinh sống trong khu vực thác ghềnh hay vực đá của các hệ thống sông lớn và vừa. B. suchus thông thường gắn liền với các thác ghềnh của các sông lớn. B. yarelli có mặt tại các sông lớn ở phần đáy, thậm chí với dòng chảy nhanh, không thấy có ở các suối hay sông nhỏ. Người ta hay thấy nó trong các hòn đá cuội, gần chỗ đổ xuống của thác ghềnh.
B. bagarius ăn chủ yếu là sâu bọ, nhưng cũng ăn cả cá con, ếch nhái hay tôm tép. B. suchus chỉ ăn cá. B. yarelli ăn chủ yếu là tôm tép nhưng cũng ăn cá nhỏ hay côn trùng thủy sinh.
B. bagarius và B. yarelli sinh sản tại các sông trước mùa mưa lũ hàng năm.
B. yarelli di cư thành đàn. Người ta cho rằng chúng di cư là để săn mồi. Cũng có thông tin cho rằng chúng bơi theo cá hô (Catlocarpio siamensis) khi loài cá này di cư ngược dòng.Dường như là việc di cư ngược dòng nhiều nhất bắt đầu gần với thời kỳ đỉnh lũ, khi dòng chảy rất mạnh và nước bị cuộn tung lên nhiều hơn.

## Thực phẩm
Các loài cá chiên được bán làm cá thực phẩm, chủ yếu ở dạng cá tươi, nhưng nhanh bị ươn và dễ gây ra bệnh tật vì điều này.